# Lac Grand
Lac Grand är en sjö i Kanada.   Den ligger i regionen Outaouais och provinsen Québec, i den sydöstra delen av landet, 30 km norr om huvudstaden Ottawa. Lac Grand ligger 157 meter över havet. Arean är 3,8 kvadratkilometer. Den sträcker sig 4,4 kilometer i nord-sydlig riktning, och 2,9 kilometer i öst-västlig riktning.
Följande samhällen ligger vid Lac Grand:
- Val-des-Monts (9 539 invånare)

I omgivningarna runt Lac Grand växer i huvudsak blandskog. Runt Lac Grand är det glesbefolkat, med 17 invånare per kvadratkilometer.